# Operatore di Fredholm
In matematica, in particolare all'interno della teoria di Fredholm, un operatore di Fredholm è un operatore lineare limitato tra spazi di Banach il cui nucleo e conucleo hanno dimensione finita, e la sua immagine è chiusa, sebbene quest'ultima richiesta sia ridondante.

## Definizione
Un operatore di Fredholm è un operatore lineare limitato tra spazi di Banach di cui nucleo e conucleo hanno dimensione finita. In modo equivalente, un operatore {\displaystyle T:X\to Y} è di Fredholm se esiste un operatore lineare limitato {\displaystyle S:Y\to X} tale per cui gli operatori:
{\displaystyle \mathrm {Id} _{X}-ST\qquad \mathrm {Id} _{Y}-TS}
sono compatti rispettivamente su {\displaystyle X} e {\displaystyle Y}. 
L'indice {\displaystyle \mathrm {ind} \,T} di un operatore di Fredholm {\displaystyle T} è definito come:
{\displaystyle \mathrm {ind} \,T:=\dim \ker T-\mathrm {dim} \,\mathrm {coker} \,T}
Se l'indice è {\displaystyle \pm \infty } l'operatore è detto essere semi-Fredholm: si tratta di un operatore caratterizzato dal possedere nucleo oppure conucleo aventi dimensione finita e immagine chiusa.

## Proprietà
L'insieme degli operatori di Fredholm da {\displaystyle X} a {\displaystyle Y} forma un insieme aperto nello spazio di Banach {\displaystyle L(X,Y)} degli operatori lineari limitati (e dunque continui). Più precisamente, se {\displaystyle T_{0}:X\to Y} è di Fredholm allora esiste {\displaystyle \epsilon >0} tale che ogni {\displaystyle T\in L(X,Y)} che soddisfa {\displaystyle \|T-T_{0}\|<\epsilon } è di Fredholm e ha lo stesso indice di {\displaystyle T_{0}}. 
Se {\displaystyle T} è un operatore di Fredholm da {\displaystyle X} a {\displaystyle Y} e {\displaystyle U} è di Fredholm da {\displaystyle Y} a {\displaystyle Z}, allora la composizione {\displaystyle U\circ T} è di Fredholm da {\displaystyle X} a {\displaystyle Z} e si ha:
{\displaystyle \mathrm {ind} (U\circ T)=\mathrm {ind} (U)+\mathrm {ind} (T)}
Se {\displaystyle T:X\to Y} è un operatore di Fredholm, il suo aggiunto {\displaystyle T':Y'\to X'} è di Fredholm e {\displaystyle \mathrm {ind} \,T=-\mathrm {ind} (T')}, e ciò vale anche quando {\displaystyle X} e {\displaystyle Y} sono spazi di Hilbert (in cui la definizione di aggiunto si diversifica).
Se {\displaystyle T} è un operatore di Fredholm e {\displaystyle K} è un operatore compatto, allora {\displaystyle T*K} è ancora di Fredholm e l'indice non cambia.